# Landschaftsschutzgebiet Ellenberg
Das Landschaftsschutzgebiet Ellenberg mit 9,39 ha Größe liegt westlich von Niedersfeld im Stadtgebiet von Winterberg. Das Gebiet wurde 2008 vom Kreistag des Hochsauerlandkreises mit dem Landschaftsplan Winterberg als Landschaftsschutzgebiet (LSG) ausgewiesen. Das LSG besteht aus zwei Teilflächen. Es handelt sich um Bergmähwiesen und Magerweiden. Das LSG ist teilweise ein gesetzlich geschütztes Biotop nach § 30 BNatSchG. Im LSG liegen die Biotope BK-4717-194 mit 3,59 ha und BK-4717-193 mit 2,20 ha Fläche. An die große Nordfläche grenzt östlich direkt die Bebauung an. Sonst grenzen verschiedene andere LSG an.

## Gebietsbeschreibung
Es handelt sich um artenreichen Bergmähwiesen und Magerweiden, die ein gesetzlich geschütztes Biotop nach § 30 BNatSchG ist. Die große Nordfläche mit artenreichen Bergmähwiesen und Magerweiden liegt am Nordhang des Ellenberges auf 533 m bis 562 m. Das Grünland der Nordfläche ist noch nicht so stark aufgedüngt worden wie das andere Grünland im Tal. Ein Fichtenbereich liegt im LSG und zerteilt es. Laut Landschaftsplan sollen dieser in Grünland umgewandelt werden. Die Südfläche liegt 664 m bis 678 m hoch. Es ist eine montane Bergmähwiese mit der typischer Artenkombination einer Goldhaferwiese, liegt an der Südflanke des Ellenberges.

## Pflanzenarten im LSG
Im Biotopkataster vom Landesamt für Natur, Umwelt und Verbraucherschutz Nordrhein-Westfalen finden sich die folgenden Daten zu Pflanzenarten:
Im Grünland der Nordfläche des LSG kommen die Arten Gewöhnliches Ruchgras, Rot-Schwingel, Harzer Labkraut, Kleine Bibernelle, Magerwiesen-Margerite, Borstgras, Schaf-Schwingel,  Gemeine Schafgarbe, Acker-Witwenblume, Berg-Platterbse, Feld-Hainsimse, Spitzlappiger Frauenmantel, Gemeine Schafgarbe, Wiesen-Schaumkraut, Wald-Storchschnabel, Wiesen-Platterbse, Schwarze Teufelskralle und Kleiner Sauerampfer vor.
Im Grünland der Südfläche des LSG kommen die Arten Gemeiner Frauenmantel, Wiesen-Fuchsschwanz, Gewöhnliches Ruchgras, Gewöhnlicher Glatthafer, Gewöhnliches Knäuelgras, Rotschwingel, Wiesen-Platterbse, Magerwiesen-Margerite, Feld-Hainsimse, Ährige Teufelskralle, Spitz-Wegerich, Kleiner Klappertopf und Wiesen-Goldhafer vor.

## Schutzzweck
Die Ausweisung erfolgte zur Ergänzung der Naturschutzgebiets-Ausweisung in den Talauen von Winterberg um ein Offenlandbiotop-Verbundsystem zu schaffen, damit Tiere und Pflanzen Wanderungs- und Ausbreitungsmöglichkeiten behalten, und dem Erhalt der Vorkommen geschützter Vogelarten sowie dem Schutz artenreicher Pflanzengesellschaften.

## Rechtliche Vorschriften
Das Landschaftsschutzgebiet Ellenberg wurde als eines von 13 Landschaftsschutzgebieten vom Typ C, Wiesentäler und bedeutsames Extensivgrünland im Stadtgebiet von Winterberg, ausgewiesen. Wie in den anderen 12 Landschaftsschutzgebieten vom Typ C im Landschaftsplangebiet Winterberg besteht im LSG Talsystem der Elpe ein Umwandlungsverbot von Grünland und Grünlandbrachen in Acker oder andere Nutzungsformen. Eine Erstaufforstung und eine Anlage von Weihnachtsbaumkulturen ist verboten. Eine maximal zweijährige Ackernutzung innerhalb von zwölf Jahren ist erlaubt, falls damit die Erneuerung der Grasnarbe vorbereitet wird. Dies gilt als erweiterter Pflegeumbruch. Beim erweiterten Pflegeumbruch muss ein Mindestabstand von fünf Metern vom Mittelwasserbett eingehalten werden.